# グランドデザイン渦巻銀河

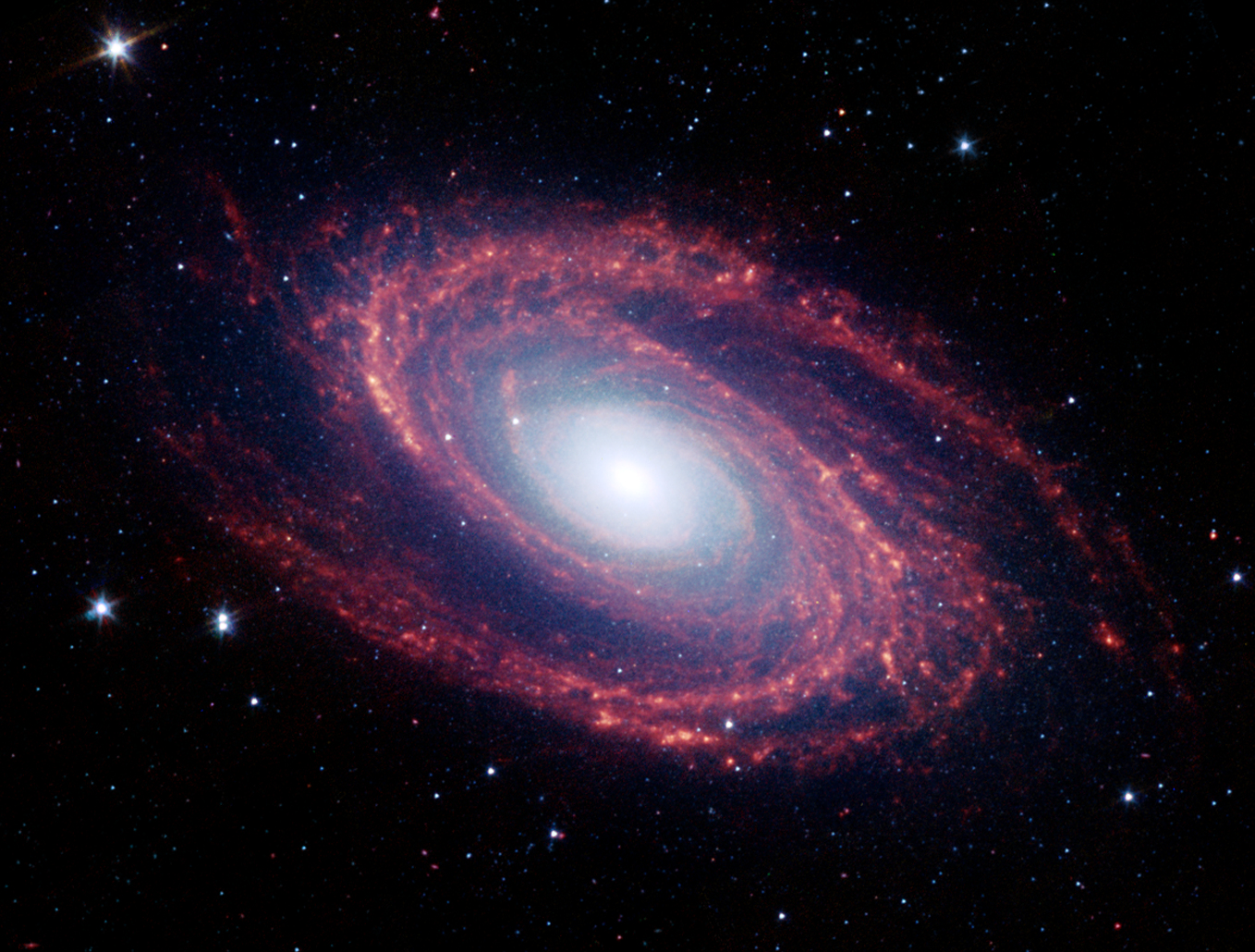
スピッツァー宇宙望遠鏡によるグランドデザイン渦巻銀河M81の画像

グランドデザイン渦巻銀河(Grand design spiral galaxy)は、羊毛状渦巻銀河とは逆に、顕著ではっきりした渦状腕を持つ渦巻銀河の種類である。グランドデザイン渦巻銀河の渦状腕は、銀河の周りにくっきりと伸びる。渦巻銀河の約10%は、グランドデザイン渦巻銀河に分類される 。M81、M51、M74等がその例である。

## 構造の起源
グランドデザイン渦巻銀河のくっきりした構造の説明には、密度波理論が用いられる。この理論によると、銀河中の恒星を異なる速度で回転させる密度波の中で渦状腕が形成される。恒星は、重力相互作用によって密度の濃い領域に凝集するが、渦状腕中での位置は不変ではない。恒星が渦状腕に近づくと、濃い密度の物質に引かれ、腕の中を移動すると、やはり重力によってその速度は低下する。この作用により、恒星は密度の濃い領域に凝集する。このような銀河の中心には、超大質量ブラックホールが存在する。